# Lista delle denominazioni cristiane
Una denominazione cristiana è un corpo religioso distinto all'interno del cristianesimo, identificato da caratteristiche come un nome, un'organizzazione o una dottrina. I singoli corpi, tuttavia, possono usare termini alternativi per descrivere se stessi, come chiesa, convenzione, assemblea, casa, unione o talvolta comunione. Le divisioni tra una denominazione e un'altra sono definite dall'autorità e dalla dottrina; questioni quali la natura di Gesù, il trinitarismo, l'anti-trinitarismo, l'autorità della successione apostolica, l'escatologia, la conciliarità e il primato papale tra gli altri possono separare una denominazione da un'altra. Gruppi di denominazioni - spesso condividendo credenze, pratiche e legami storici molto simili - sono talvolta noti come "rami del cristianesimo" o "famiglie confessionali" (ad esempio, il cristianesimo orientale o occidentale e i loro sottogruppi).
Questa non è una lista completa, ma mira a fornire una panoramica comprensibile della diversità tra le denominazioni del cristianesimo. Saranno elencate solo quelle denominazioni o organizzazioni cristiane con articoli di Wikipedia, al fine di garantire che tutte le voci di questo elenco siano notevoli e verificabili. Le denominazioni o organizzazioni elencate sono ordinate dal cristianesimo antico a quello contemporaneo.

## Terminologia e qualificazione
Alcuni gruppi inclusi in questa lista non si considerano denominazioni. Ad esempio, la Chiesa cattolica si considera l'unica vera chiesa e la Santa Sede come pre-confessionale. Anche la Chiesa ortodossa orientale si considera la Chiesa originale e pre-confessionale. Per esprimere ulteriormente la complessità implicita, le Chiese Cattolica e Ortodossa orientale erano storicamente uguali, come dimostra il fatto che sono le uniche due Chiese moderne esistenti ad accettare tutti i primi sette Concili ecumenici, fino a quando non sorsero delle differenze, tali come autorità e primato papale, la caduta dell'Impero Romano d'Occidente, la successione degli imperatori nell'Impero Romano d'Oriente e la spaccatura finale e permanente avvenuta durante le Crociate con l'assedio di Costantinopoli.
Ciò dimostra anche che le denominazioni possono sorgere non solo da questioni religiose o teologiche, ma anche da divisioni politiche e generazionali.
Altri gruppi che sono visti dai non aderenti come confessionali sono altamente decentralizzati e non hanno alcuna struttura denominazionale formale, autorità o tenuta dei registri al di là della congregazione locale; diversi gruppi all'interno del Movimento di Restauro rientrano in questa categoria.
Alcuni gruppi sono grandi (ad esempio cattolici, ortodossi, luterani, anglicani o battisti), mentre altri sono solo piccole chiese, e nella maggior parte dei casi la dimensione relativa non è evidente in questo elenco tranne che per il gruppo denominazionale o movimento nel suo insieme (ad es. Chiesa d'Oriente, ortodossia orientale, luteranesimo o Santi degli Ultimi Giorni). Il gruppo più numeroso è la Chiesa cattolica con oltre 1,29 miliardi di membri.
Il più piccolo di questi gruppi può avere solo poche decine di aderenti o un numero imprecisato di partecipanti in chiese indipendenti come descritto di seguito. Pertanto, i numeri specifici e una certa dimensione potrebbero non definire un gruppo come una denominazione. Tuttavia, come regola generale, più grande diventa un gruppo, maggiore è l'accettazione e la legittimità che ottiene.
I movimenti moderni come il fondamentalismo cristiano, il pietismo, l'evangelismo, il movimento santità e il pentecostalismo attraversano a volte linee confessionali, o in alcuni casi creano nuove denominazioni da due o più gruppi continui (come nel caso di molte chiese unite e unite, per esempio). Tali sottigliezze e complessità non sono chiaramente illustrate qui.
Tra confessioni, teologi e religiosi comparati vi sono considerevoli disaccordi su quali gruppi possano essere propriamente chiamati cristiani o denominazioni cristiane in quanto i disaccordi sorgono principalmente dalle differenze dottrinali tra gruppi. Ad esempio, questo elenco contiene gruppi noti anche come "riti" che molti, come la Chiesa cattolica, direbbero non sono denominazioni come sono in piena comunione papale, e quindi fanno parte della Chiesa cattolica. Ai fini della semplicità, questa lista intende riflettere l'auto-comprensione di ogni denominazione. Spiegazioni di opinioni diverse riguardanti il loro status di denominazioni cristiane si possono trovare nei rispettivi articoli.
Non esiste alcun riconoscimento ufficiale in molte parti del mondo per i corpi religiosi, e non esiste una camera di compensazione ufficiale che possa determinare lo stato o la rispettabilità dei corpi religiosi. Spesso c'è un forte disaccordo tra le varie chiese sul fatto che altre chiese debbano essere etichettate con termini peggiorativi come "setta", o sul fatto se questo o quel gruppo goda di qualche misura di rispettabilità. Tali considerazioni variano spesso da un luogo all'altro, o da cultura a cultura, in cui un gruppo religioso può godere dello status di maggioranza in una regione, ma è ampiamente considerato come un "culto pericoloso" in un'altra parte del mondo. L'inclusione in questo elenco non indica alcun giudizio sulla dimensione, l'importanza o il carattere di un gruppo o dei suoi membri. Tra le suddivisioni del cristianesimo c’è ne una ormai estinta, cioè il cristianesimo positivo, una dottrina cristiana “elaborata” da Adolf Hitler basata sulla non credenza all’Antico Testamento e l’appartenenza di Gesù alla razza ariana.

## Gruppi storici

### Paleocristianesimo
Il paleocristianesimo è spesso diviso in tre rami diversi che differiscono in teologia e tradizioni, comparsi tutti nel I secolo d.C.
Essi includono il Cristianesimo giudaico, Cristianesimo paolino e Cristianesimo gnostico. Si pensa che tutte le moderne confessioni cristiane siano discese da quelle giudaica e paolina, con il Cristianesimo gnostico che muore, o che viene cacciato, fuori dall'esistenza dopo l'era paleocristiana e in gran parte dimenticato fino alle scoperte fatte nel tardo XIX secolo e agli inizi del XX secolo. Ci sono anche altre teorie sulle origini del Cristianesimo.
I seguenti gruppi cristiani apparirono tra gli inizi della religione cristiana e il Primo concilio di Nicea nel 325.
- Adamiti
- Ariani
- Ebioniti
- Elcasaiti
- Marcionisti
- Nazareni

A differenza dei gruppi menzionati in precedenza, tutti i seguenti sono considerati correlati allo gnosticismo cristiano.
- Bardesaniti
- Basilidiani
- Carpocraziani
- Nicolaiti
- Seziani
- Simoniani (a volte considerati proto-gnostici)
- Valentiniani

### Cristianesimo tardo-antico e medievale
Quelli che seguono sono gruppi di cristiani che compaiono tra il Primo Concilio di Nicea, il Grande Scisma e il Proto-protestantesimo.
- Agonocliti
- Apostolici
- Arnaldisti
- Beghine e begardi
- Bogomilisti
  - Chiesa bosniaca
  - Patarini
- Fratelli del Libero Spirito
- Catari
- Donatisti
- Dolciniani
- Gottesfreunde (Amici di Dio)
- Enriciani
- Hussiti
  - Taboriti
  - Utraquisti
- Lollardi
- Neo-Adamiti
- Pauliciani
- Pietrobrusiani
- Setta di Skhariya l'Ebreo
- Strigolniki
- Tondrachiani

Di seguito i gruppi elencati sono comparsi nello stesso arco di tempo dei gruppi sopra citati.

#### Chiesa d'Oriente
La Chiesa d'Oriente si spaccò dalla Chiesa dei Parti durante il periodo sasanide. È anche chiamata Chiesa Nestoriana o Chiesa di Persia. Dichiarandosi separata dalla Chiesa statale dell'Impero Romano nel 424-427 d.C., liturgicamente, aderì al rito siriaco orientale. Teologicamente ha adottato la dottrina diofisista del Nestorianesimo, che enfatizza la separazione della natura divina e umana di Gesù. La Chiesa d'Oriente del XV secolo era in gran parte confinata nelle comunità assire di lingua aramaica orientale della Mesopotamia settentrionale, dentro e attorno al triangolo ruvido formato da Mosul e dai laghi Van e Urmia, la stessa regione generale in cui la Chiesa d'Oriente aveva emerse per la prima volta tra il I e il III secolo d.C.
Le sue linee patriarcali si divisero in un tumultuoso periodo dal XVI al XIX secolo, infine consolidate nella Chiesa caldea orientale cattolica (in piena comunione con il papa di Roma) e nella Chiesa assira d'Oriente. Altri gruppi di frammenti correlati minori,  moderni includono l'antica Chiesa d'Oriente (spaccata nel 1968 a causa del rifiuto di alcune modifiche apportate dal patriarca Shimun XXI Eshai) e della Chiesa siriana caldea. Insieme la Chiesa assira, l'assira antica, la siria caldea e la caldea cattolica comprendono oltre 1,6 milioni di fedeli.

#### Cristianesimo assiro
Il cristianesimo assiro comprende chiese che mantengono la tradizionale cristologia nestoriana e l'ecclesiologia della storica Chiesa d'Oriente dopo che la chiesa originaria si è riunita con la Chiesa cattolica, formando la Chiesa cattolica caldea nel 1552. La Chiesa assira d'Oriente e l'antica Chiesa d'Oriente insieme hanno oltre 0,6 milioni di membri al 2018.
- Chiesa assira d'Oriente
  - Chiesa siriana caldea
- Antica Chiesa d'Oriente

### Ortodossia orientale
L'Ortodossia orientale è la quarta più grande comunione di chiese cristiane, con oltre 76 milioni di membri. La comunione ortodossa orientale rifiuta il Concilio di Calcedonia nel 451 e quelli dopo di esso. Altre confessioni come la Chiesa ortodossa, spesso etichettano la comunione come "monofisista"; tuttavia, poiché gli orientali ortodossi non aderiscono agli insegnamenti di Eutiche, essi stessi rifiutano questa etichetta, preferendo il termine miafisista. Alcune delle chiese orientali ortodosse, in particolare la Chiesa copta ortodossa di Alessandria, rivendicano l'origine da San Marco e dei suoi viaggi missionari del I secolo.
Storicamente, molte delle chiese orientali ortodosse si considerano collettivamente come l'unica, santa, cattolica e apostolica Chiesa fondata da Gesù. Alcuni hanno considerato la comunione ortodossa orientale come una parte della Chiesa unica, santa, cattolica e apostolica, una visione che sta guadagnando sempre più consenso sulla scia dei dialoghi ecumenici tra chiese come le chiese ortodossa e cattolica.
- Chiesa apostolica armena
  - Catolicosato d'Armenia e di tutti gli armeni
  - Catolicosato della Grande Casa di Cilicia
  - Patriarcato armeno di Costantinopoli
  - Patriarcato armeno di Gerusalemme
- Chiesa copta ortodossa di Alessandria
  - Chiesa copta ortodossa francese
- Chiesa ortodossa eritrea
- Chiesa ortodossa etiope
- Chiesa ortodossa siriaca del Malankara
- Chiesa ortodossa siriaca
  - Chiesa cristiana siriana giacobita

## Cattolicesimo
La Chiesa cattolica, nota anche come Chiesa Cattolica Romana, è composta da 25 chiese particolari sui iuris: la Chiesa latina e le 24 Chiese orientali cattoliche. La Chiesa cattolica si considera la Chiesa unica, santa, cattolica e apostolica che Cristo ha fondato, e che San Pietro ha avviato insieme all'opera missionaria di San Paolo e altri. Come tale, la Chiesa cattolica non si considera una denominazione, ma piuttosto si considera pre-confessionale, la Chiesa originale di Cristo. La continuità è rivendicata in base alla successione apostolica con la Chiesa primitiva. La popolazione cattolica supera 1,29 miliardi al 2016.

### Chiesa latina (o occidentale)
La Chiesa cattolica latina, o occidentale, è la più grande e conosciuta delle 24 chiese sui iuris che compongono la Chiesa cattolica (da non confondere con il rito romano, che è uno dei riti liturgici latini, non una chiesa particolare).  È guidata dal vescovo di Roma - il Papa (tradizionalmente chiamato "patriarca d'Occidente") - con sede a Città del Vaticano, enclave nella città di Roma, in Italia. Nel 2015 la Chiesa latina contava 1.255 miliardi di membri.

### Chiese cattoliche orientali
Tutte le seguenti sono chiese particolari della Chiesa cattolica. Sono tutte in comunione con il Papa come vescovo di Roma e riconoscono il suo potere di giurisdizione e autorità universale. Hanno alcune lievi distinzioni ed espressioni teologiche distinte (ad esempio, nel caso di quelli che sono di tradizione greco-bizantina, riguardanti alcuni aspetti non dottrinali sulla visione latina del Purgatorio). Le Chiese cattoliche orientali e la Chiesa latina (che insieme compongono la Chiesa cattolica mondiale) condividono la stessa dottrina e sacramenti, e quindi la stessa fede. I fedeli aderenti alle Chiese cattoliche orientali contano circa 18 milioni di individui.

#### Rito alessandrino
- Chiesa cattolica copta
- Chiesa cattolica eritrea
- Chiesa cattolica etiope

#### Rito armeno
- Chiesa cattolica armena

#### Rito bizantino
- Chiesa greco-cattolica albanese
- Chiesa greco-cattolica bielorussa
- Chiesa greco-cattolica bulgara
- Chiesa bizantina cattolica di Croazia e Serbia
- Chiesa bizantina cattolica greca
- Chiesa greco-cattolica ungherese
- Chiesa bizantina cattolica italo-albanese
- Chiesa greco-cattolica macedone
- Chiesa greco-cattolica melchita
- Chiesa greco-cattolica rumena
- Chiesa greco-cattolica russa
- Chiesa greco-cattolica rutena
- Chiesa greco-cattolica slovacca
- Chiesa greco-cattolica ucraina

#### Rito siriaco orientale
- Chiesa cattolica caldea
- Chiesa cattolica siro-malabarese

#### Rito siriaco occidentale
- Chiesa maronita
- Chiesa cattolica sira
- Chiesa cattolica siro-malankarese

## Protestantesimo
Il Cristianesimo protestante (Protestantesimo) è un movimento all'interno del Cristianesimo che deve il suo nome alla protesta del 1529 a Spira. I cristiani protestanti si separarono dalla Chiesa cattolica durante la Riforma. Alcuni, come nella Riforma inglese, diedero vita loro stessi allo scisma. Altri, come Lutero, furono scomunicati dopo aver tentato di rivoluzionare il Cristianesimo occidentale.
Nuove denominazioni e organizzazioni si sono formate attraverso ulteriori divisioni all'interno delle chiese protestanti dall'inizio della Riforma. Una denominazione etichettata "protestante" sottoscrive i fondamentali principi protestanti - anche se non sempre - che sono la sola scrittura, la giustificazione solo per la fede e il sacerdozio universale dei credenti.
La maggior parte dei protestanti appartengono all'Anglicanesimo, Avventismo, Battismo, Calvinismo (protestantesimo riformato), Luteranesimo, Metodismo e Pentecostalismo. Chiese evangelicali, carismatiche, neo-carismatiche, indipendenti, non denominate e di altro genere sono in aumento e costituiscono una parte significativa del cristianesimo protestante.
Questo elenco offre solo una panoramica e certamente non menziona tutte le denominazioni protestanti. Il numero esatto di denominazioni protestanti, compresi i membri delle denominazioni, è difficile da calcolare e dipende dalla definizione. Un gruppo che si adatta alla definizione generalmente accettata di "protestante" potrebbe non usare ufficialmente il termine. Pertanto, dovrebbe essere preso con cautela. La figura più accettata tra i vari autori e studiosi comprende circa 900 milioni di cristiani protestanti.

### Proto-Protestantesimo
Il Proto-Protestantesimo o Riforma pre-luterana si riferisce a movimenti simili alla Riforma protestante, ma prima del 1517, anno in cui Martin Lutero (1483-1546) appese le sue novantacinque tesi alla porta della chiesa. I primi riformatori principali furono Pietro Valdo (1140 ca.-1205 ca.), John Wyclif (1320-1384) e Jan Hus (1369-1415 ca.). Non è del tutto corretto chiamare questi gruppi protestanti a causa del fatto che alcuni di loro non avevano nulla a che fare con la protesta del 1529 a Spira che coniò il termine protestante. In particolare, gli Utraquisti furono infine accolti come un rito cattolico separato dal papato dopo che un tentativo militare di porre fine al loro movimento fallì. D'altra parte, i valdesi sopravvissuti finirono per unirsi al protestantesimo riformato, quindi non è del tutto impreciso fare riferimento al loro movimento come protestante.
- Hussiti
  - Chiesa hussita cecoslovacca
  - Moraviani
- Valdesi
  - Chiesa evangelica valdese

### Luteranesimo
I luterani sono un ramo importante del protestantesimo, che si identifica con la teologia di Martin Lutero, un frate tedesco, riformatore ecclesiastico e teologo. L'intero luteranesimo ha circa 70-90 milioni di membri.
- Chiesa luterana apostolica d'America
- Associazione delle Congregazioni luterane libere
- Chiesa della fraternità luterana d'America
- Chiesa della Confessione luterana
- Conferenza Luterana della Concordia
- Conferenza evangelica luterana confessionale
  - Conferenza evangelica luterana confessionale d'Albania
  - Sinodo evangelico luterano
  - Chiesa luterana dell'Africa centrale
- Diocesi evangelica luterana dell'America settentrionale
- Consiglio luterano internazionale